# Institut supérieur des beaux-arts de Tunis
Pour les articles homonymes, voir École des beaux-arts.
L'Institut supérieur des beaux-arts de Tunis (ISBAT) est une école des beaux-arts tunisienne. Elle a contribué à l'essor du mouvement artistique tunisien et à la diffusion des arts plastiques.
De nos jours, l'institut est situé sur la route de l'Armée nationale dans le quartier d'El Omrane à Tunis.

## Histoire
L'institut est fondé en 1923 à Dribat Ben Abdallah, près de Tourbet El Bey, sous l'appellation de « Centre d'enseignement d'art ». En 1930, le centre prend le nom d'« École des beaux-arts de Tunis ». En 1949, plusieurs anciens élèves de l'École des beaux-arts de Tunis, créent le courant artistique de l'École de Tunis.
Son premier directeur est Pierre Boyer qui est remplacé successivement par Jean Antoine Armand Vergeaud, Pierre Berjole et Safia Farhat.
En 2008, l'institut participe au 50e anniversaire de la création de l'université tunisienne. Il organise par ailleurs des expositions de travaux d'étudiants : le thème 2010 est le tissage, les travaux étant exposés à la maison des arts du Belvédère. Cette exposition d'art plastique témoigne de la tradition du partenariat entre l'université et le monde industriel.

## Partenariats
L'Institut supérieur des beaux-arts de Tunis est le gestionnaire de l'École doctorale en arts et culture de Tunisie, en partenariat avec plusieurs universités françaises : l'université Paris-Panthéon-Assas, l'université Rennes-II, l'université d'Artois et l'université d'Angers.

## Élèves notables
- Azzedine Alaïa ;
- Ali Bellagha ;
- Jellal Ben Abdallah ;
- Pierre Boucherle ;
- Ammar Farhat ;
- Safia Farhat, enseignante et première femme directrice ;
- Aïcha Filali ;
- Geneviève Gavrel ;
- Abdelaziz Gorgi ;
- Victor Journo ;
- Nadia Kaabi-Linke ;
- Jules Lellouche ;
- Moses Levy ;
- Carlo Maiolini ;
- Henri Saada  ;
- Aïcha Snoussi
- Yahia Turki ;
- Hédi Turki ;
- Zoubeir Turki.